# 3466 Ritina
3466 Ritina è un asteroide della fascia principale. Scoperto nel 1975, presenta un'orbita caratterizzata da un semiasse maggiore pari a 2,3374784 UA e da un'eccentricità di 0,1597303, inclinata di 1,76363° rispetto all'eclittica.